# Ephraïm Ier de Dzoraguègh
Ephraïm Ier de Dzoraguègh ou Ēp‘rem Ier Coraggełc‘i (en arménien Եփրեմ Ա Ձորագեղցի ; mort en 1835) est Catholicos de l'Église apostolique arménienne de 1809 à 1831.

## Biographie
Éphraïm était l’archevêque des Arméniens de l’Empire russe. Lors de la succession du Catholicos élu mais non consacré Hosvep (II) Arghouthian, il prend parti pour Daniel de Sourmari contre son rival David Ghorganian. Il apporte au premier l’appui de la communauté arménienne de l’Empire russe mais aussi de celle de l’Empire ottoman. Dans ce contexte, dès l’élection de Daniel Ier en 1801, il est désigné comme son successeur potentiel.
Après la mort de Daniel Ier de Sourmari, il est élu le 26 décembre 1809 et sacré le 9 novembre 1810 Catholicos. Cette situation est reconnue par le gouvernement iranien contre le versement d’un tribut annuel de 400 livres. En 1819, il rétablit les imprimeries arméniennes d’Etchmiadzin, arrêtées depuis 1792 du fait des troubles qui avaient affecté la région.
Le 18 décembre 1815, à l’instigation de l’administration russe, Éphraïm Ier a obtenu du Catholicos d’Albanie du Caucase depuis 1794, Sargis II Hasan Jalalian (mort en 1828), qu’il renonce à son titre de Catholicos et se limite à un rang de métropolite. L’Église albanienne se trouve ensuite répartie entre deux éparchies d’Albanie du Caucase et de Chirvan.
Russophile convaincu, il est décoré de l’ordre de Sainte-Catherine, et en 1822, lors du conflit entre l'Empire ottoman et l'Iran, il se place sous la protection du tsar Alexandre Ier de Russie et se réfugie au monastère de Haghpat.  
Au cours de la guerre russo-persane de 1826-1828, le général adjudant Constantin Khristaforovitch Benkendorf (1785-1828) s’empare d’Etchmiadzin dès le début de la campagne de l’année 1827, le 15 avril. Le Catholicos Ephraïm Ier ne revient cependant à Etchmiadzin qu'en 1828 et obtient l'ordre de Saint-Alexandre Nevski.
La région est définitivement annexée à l’Empire russe aux termes du traité de Turkmanchai le 21 février 1828.
Devenu pratiquement sourd et aveugle, il est dans l’obligation de se retirer le 6 mars 1831. Le tsar Nicolas Ier de Russie accepte sa démission le 29 juin 1831 et le décore à cette occasion de l'ordre de Saint-André. Éphraïm  meurt en 1835.

## Source
- (en) Georges A. Bournoutian, Russia and the Armenians of Transcaucasia 1797-1889, Mazda Publishers, 1998  (ISBN 1568590687).